# アッティリオ・レゴロ (軽巡洋艦)
アッティリオ・レゴロ　(Attilio Regolo)　は、イタリア海軍が第二次世界大戦で運用した軽巡洋艦。カピターニ・ロマーニ級（レゴロ級）のネームシップ。艦名は第一次ポエニ戦争当時の共和政ローマ執政官、マルクス・アティリウス・レグルス（Marcus Atilius Regulus）に由来する。

## 概要
アッティリオ・レゴロは、イタリア王国のオデオ・テルニ・オーランドが建造した巡洋艦。1942年5月に竣工した（第二次世界大戦時のイタリア艦艇）。1943年9月9日、戦艦「ローマ」がドイツ空軍の滑空式誘導爆弾により撃沈されると、生存者を救助して中立国であったスペイン領バレアレス諸島に送り届けた。だが同地で抑留され、釈放されたのは1945年1月であった。
第二次世界大戦終結後、イタリアとの平和条約（パリ条約）にともない賠償艦に指定され、フランスに引き渡される。フランス海軍ではシャトールノー級軽巡洋艦の「シャトールノー (Châteaurenault)」として運用された。

## 艦歴

イタリア艦隊の航路とドイツ空軍の空襲、ローマの沈没。

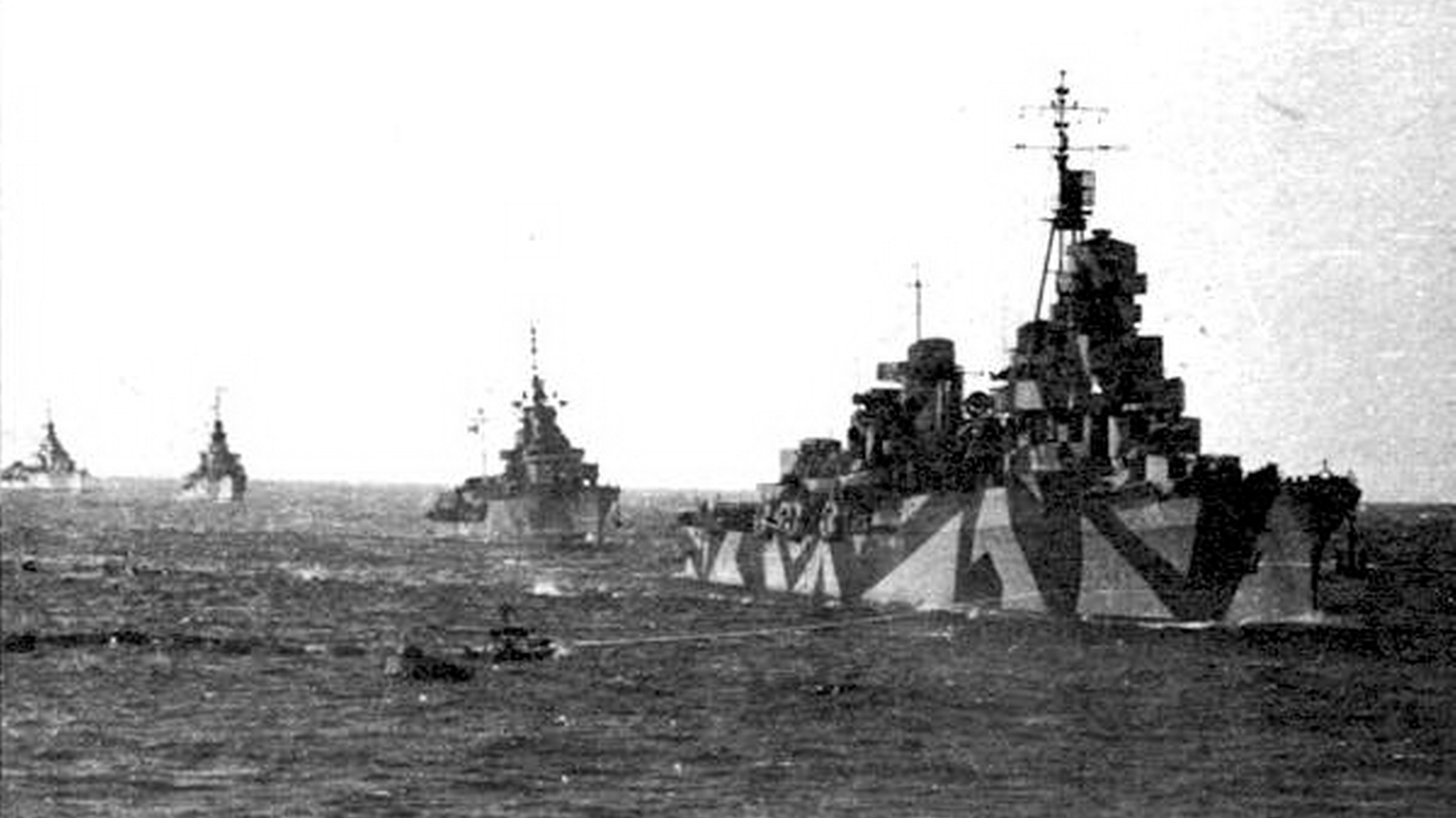
1945年1月に撮影。ターラントに戻ってきた軽巡レゴロ（先頭）、駆逐艦ミトラリエーレ、フチリエーレ、カラビニエーレ。

リヴォルノのOTO造船所で建造。1939年9月28日起工。1940年8月28日進水。1942年5月14日竣工。
1942年11月7日から8日の夜、数隻の駆逐艦と共にシチリア島南方に機雷を敷設した。それからの帰投中、シチリア島西方でイギリス潜水艦アンラッフルドの雷撃を受け艦首を失った。同島パレルモまでたどり着き、曳航されてイタリア半島ラ・スペツィアに帰投した。同地で建造中の姉妹艦カイオ・マリオの艦首を流用し、修理をおこなった。
1943年9月初頭、連合国のイタリア侵攻によりイタリア戦線は大きく動いた。イタリアのバドリオ首相は連合国に降伏を申し入れる。9月8日、イタリア海軍の主力艦は、イギリス地中海艦隊の拠点マルタに向けて移動を開始した。フランコ・ガロファロ大佐の旗艦として水雷戦隊を率いていた「アッティリオ・レゴロ」（マルコ・ノタルバルトロ艦長）も、カルロ・ベルガミーニ提督の旗艦「ローマ」などと共にラ・スペツィアを出港した。
9月9日、ドイツ空軍の爆撃機が出現し、イタリア艦隊の脱出阻止を試みる。
第100爆撃航空団に所属するDo217が投下したフリッツXが、ヴィットリオ・ヴェネト級戦艦2隻などに命中する。このうち旗艦「ローマ」が爆沈してベルガミーニ提督も戦死した。本艦は駆逐艦や水雷艇と共に生存者を救助、中立国のスペインに生存者を託す。スペイン領バレアレス諸島メノルカ島のマホン港に到着し、ローマ生存者を下艦させる。その後、連合国への傾斜を深めていたスペイン政府（フランコ政権）の判断により、「レゴロ」以下は抑留されてしまった。
バドリオより政権を引き継いだボノミ伊国首相は連合国の後ろ盾を得てスペインに釈放を求め、スペイン政府も1945年1月に「抑留決定は妥当性を欠いた」と認めて「アッテリオ・レゴロ」以下の艦艇を釈放した。
イタリア敗戦後、1947年にパリ条約が締結され、本艦も賠償艦に指定された。フランスに引き渡され、同国で「シャトールノー (Chateaurenault) 」と改名された。この艦名は、フランス海軍において2代目であった。

### 注
1. ↑  〔 イタリア海軍 〕　カピタニ・ロマーニ級軽巡洋艦[3]　仏大型駆逐艦に対抗すべく誕生した小型快速軽巡
2. ↑  一部の資料では5月15日竣工[4]。
3. ↑  ラ・スペツィアで修理中だった重巡「ゴリツィア」や「ボルツァーノ」は、進駐してきたドイツ軍に鹵獲されている[11]。
4. ↑  9月9日時点のイタリア艦隊は、戦艦3隻（ローマ、ヴェネト、イタリア）、第7戦隊（ライモンド・モンテクッコリ、エウジェニオ・ディ・サヴォイア、アッティリオ・レゴロ）、第8戦隊（ジュゼッペ・ガリバルディ、アブルッツイ、エマヌエレ・フィリベルト・デュカ・ダオスタ）、第12駆逐隊、第14駆逐隊、水雷艇リーブラ（イタリア語版）という戦力だった。
5. ↑  行動可能だったイタリア艦隊はイギリス海軍の元へ急ぎ、マルタで降伏した[15]。
6. ↑  イタリア艦既に釋放[7]【マドリード十七日發】バドリオ政權が一九四三年九月米英兩國と休戰協定を締結した際、スペイン領バレリアツク諸島に逃げ込んだイタリア巡洋艦「アテロ・レゴロ」號他驅逐艦四隻に關しては、ノボミ政權が米英兩國の使嗾に基き頻りにスペイン政府に對し釋放を要求してゐたが元ヴアチカノ市駐剳スペイン大使ホセ・デ・ヤンガス・メシアを委員長として審査した結果、委員會は以上五隻の釋放を妥當と認める旨の判定を下した、判定要旨次の通り　ヘーグの海戰法規によれば交戰國の軍艦が中立國港灣に避難する場合にも、事情に應じ二十四時間の期限を延長できることになつてゐる、五隻の軍艦は給油並びにドイツ空軍のため撃沈された主力艦「ローマ」號の乘組員救助および傷兵陸揚げのためバレリアツク諸島の港に入つたのだが、同港には迅速に給油する適當な施設がないので二十四時間の期限は延長するのが至當である、從つてスペイン政府が期限滿了と同時に抑留したのは妥當を缺き、五隻のイタリア軍艦は即時釋放されなければならない　右判定に對しドイツ代理大使は強硬な異議を申し立てたが、スペイン政府は右判定後直ちにイタリア軍艦を釋放し、既に反樞軸港灣に到着してゐるといはれる（記事おわり）
7. ↑  先代は第一次世界大戦でUC-38（英語版、フランス語版）に撃沈された防護巡洋艦「シャトールノー」である。
8. ↑  本艦の姉妹艦「シピオーネ・アフリカーノもフランスに引き渡され「ギシャン」と改名された[3]（先代は防護巡洋艦「ギシャン」である）。